# Protestes postelectorals iranianes de 2009
Les Protestes postelectorals iranianes de 2009 es produïren després que el president en funcions, Mahmud Ahmadinejad, declarés la victòria a les eleccions presidencials iranianes de 2009, van esclatar protestes a les principals ciutats de l'lran en suport dels candidats de l'oposició Mir-Hossein Mousavi i Mehdi Karroubi. Les protestes van continuar fins al 2010, i es van anomenar Moviment Verd iranià (en persa: جنبش سبز Jonbesh-e Sabz) pels seus defensors, reflectint el tema de campanya de Mousavi; també van rebre el nom de Despertar Persa, Primavera Persa o Revolució Verda.
Les protestes van començar la nit del 12 de juny de 2009, després de l'anunci que el president en funcions Mahmud Ahmadinejad va obtenir gairebé el 63 per cent dels vots, malgrat diverses irregularitats denunciades. Els tres candidats de l'oposició van afirmar que els vots van ser manipulats i que les eleccions van ser falsejades; Rezaee i Mousavi van denunciar-ho públicament. Mousavi va anunciar que "no es lliuraria a aquesta manipulació", abans de presentar un recurs oficial contra el resultat al Consell de Guardians el 14 de juny. L'aiatol·là Ali Khamenei va ordenar una investigació sobre les denúncies de frau i irregularitats electorals, tal com van sol·licitar els líders del Moviment Verd. Ahmadinejad va qualificar les eleccions de "completament lliures" i el resultat d'una "gran victòria" per a l'Iran, i va desestimar les protestes com a poc més que "passions després d'un partit de futbol".
A causa dels casos esporàdics de violència presents a les protestes, el govern va fer que la policia i la milícia paramilitar Basij les reprimissin violentament; els manifestants van ser colpejats, ruixats amb gas pebre, arrestats i torturats, i fins i tot afusellats en alguns casos. La víctima d'arma de foc més coneguda va ser Neda Agha-Soltan, els darrers moments de la qual es van penjar a YouTube i es van emetre a tot el món. Els grups de l'oposició també van informar que milers de persones més van ser detingudes i torturades a presons d'arreu del país, amb antics reclusos al·legant violacions massives d'homes, dones i nens per part de la Guàrdia Revolucionària Islàmica a presons com les de Kahrizak i Evin. El govern iranià va confirmar la mort de 36 persones durant les protestes, mentre que els informes no confirmats dels partidaris de Mousavi al·leguen almenys 72 morts en els tres mesos posteriors a les eleccions. Van afirmar que els familiars dels difunt ses van veure obligats a signar documents que associaven la causa de mort a un infart o una meningitis. Les autoritats iranianes van tancar universitats a Teheran, van bloquejar llocs web, van tallar els senyals mòbils i van prohibir les concentracions.
La creació del Moviment Verd iranià es va desenvolupar durant aquestes protestes. També es va anomenar la "revolució de Twitter", a causa de la dependència dels manifestants a Twitter i altres xarxes socials per comunicar-se.